# Tab (Hongarije)
Tab (Duits: Tabau) is een plaats (város) en gemeente in het Hongaarse comitaat Somogy. Tab telt 5089 inwoners (2005).